# Marmurowe Jaskinie w Chile
Marmurowe Jaskinie w Chile (hiszp. Cuevas de Mármol en Chile) − zespół jaskiń w Chile, na polodowcowym jeziorze General Carrera, przez które przebiega granica argentyńsko-chilijska. Najbardziej znane z nich to Marmurowa Kaplica (hiszp. Capillas de Mármol) i Marmurowa Katedra (hiszp. Catedral de Mármol). Błękitno-szare jaskinie, powstałe przez erozję wodną marmuru mają ponad 6000 lat. Jaskinie znajdują się w rejonie, który jest największym na świecie złożem marmuru. Najbliższym większym miastem i bazą turystyczną jest odległe ok. 320 km Coyhaique.

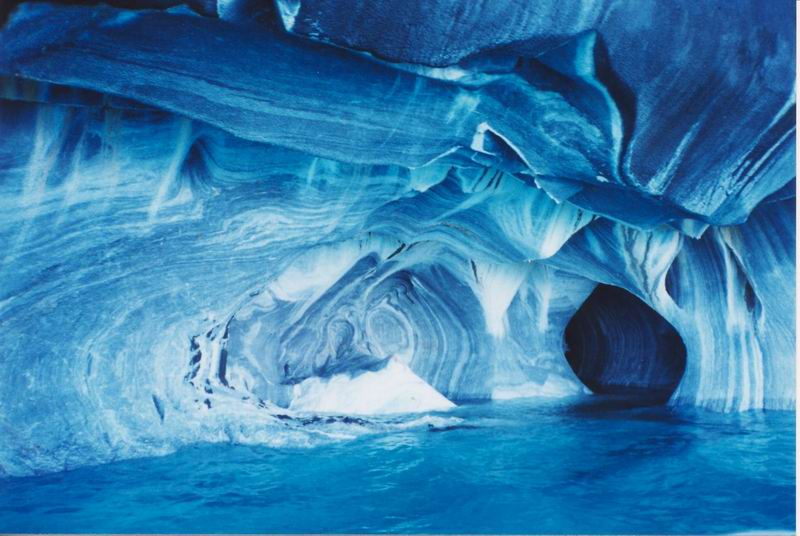
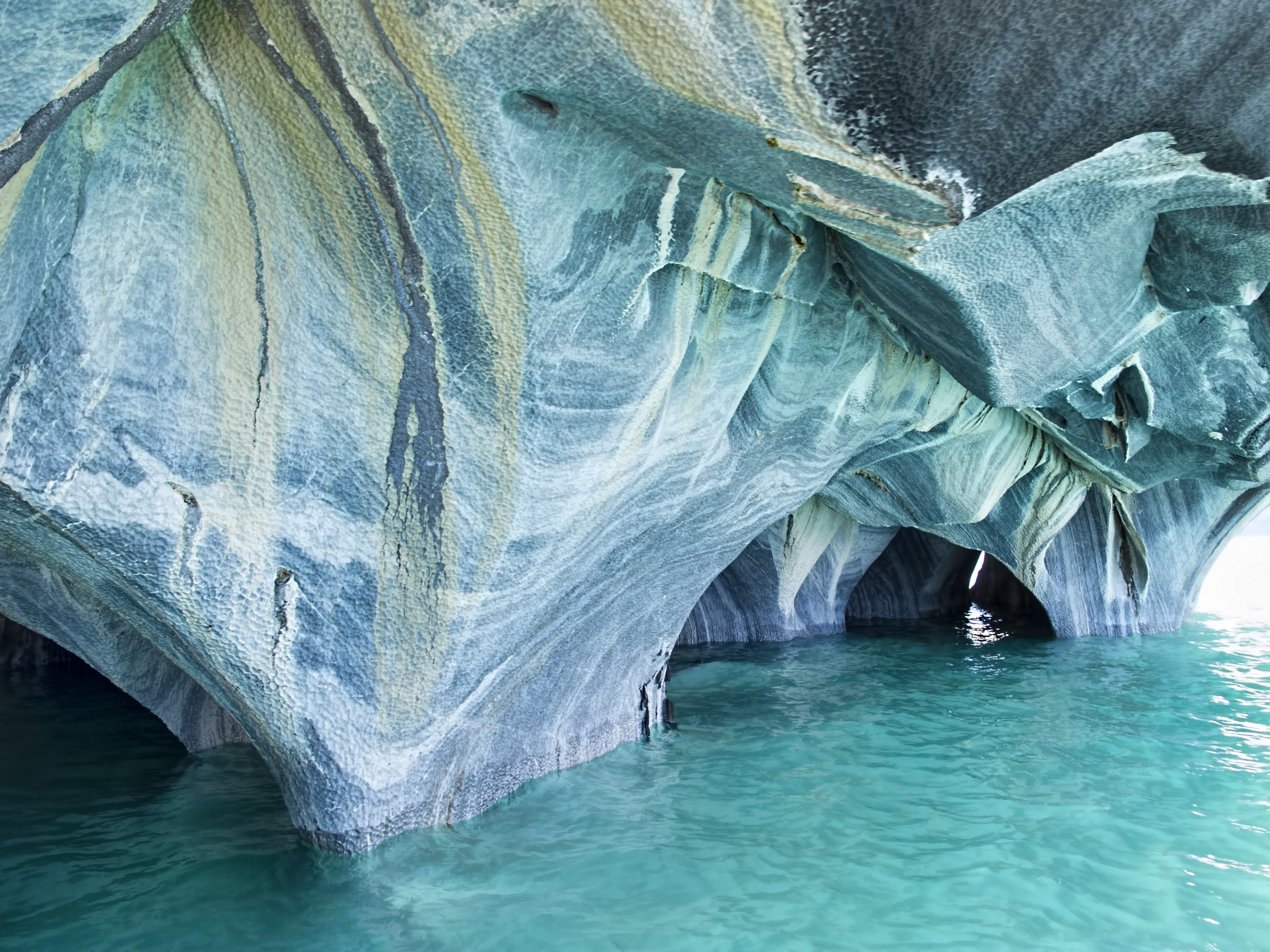
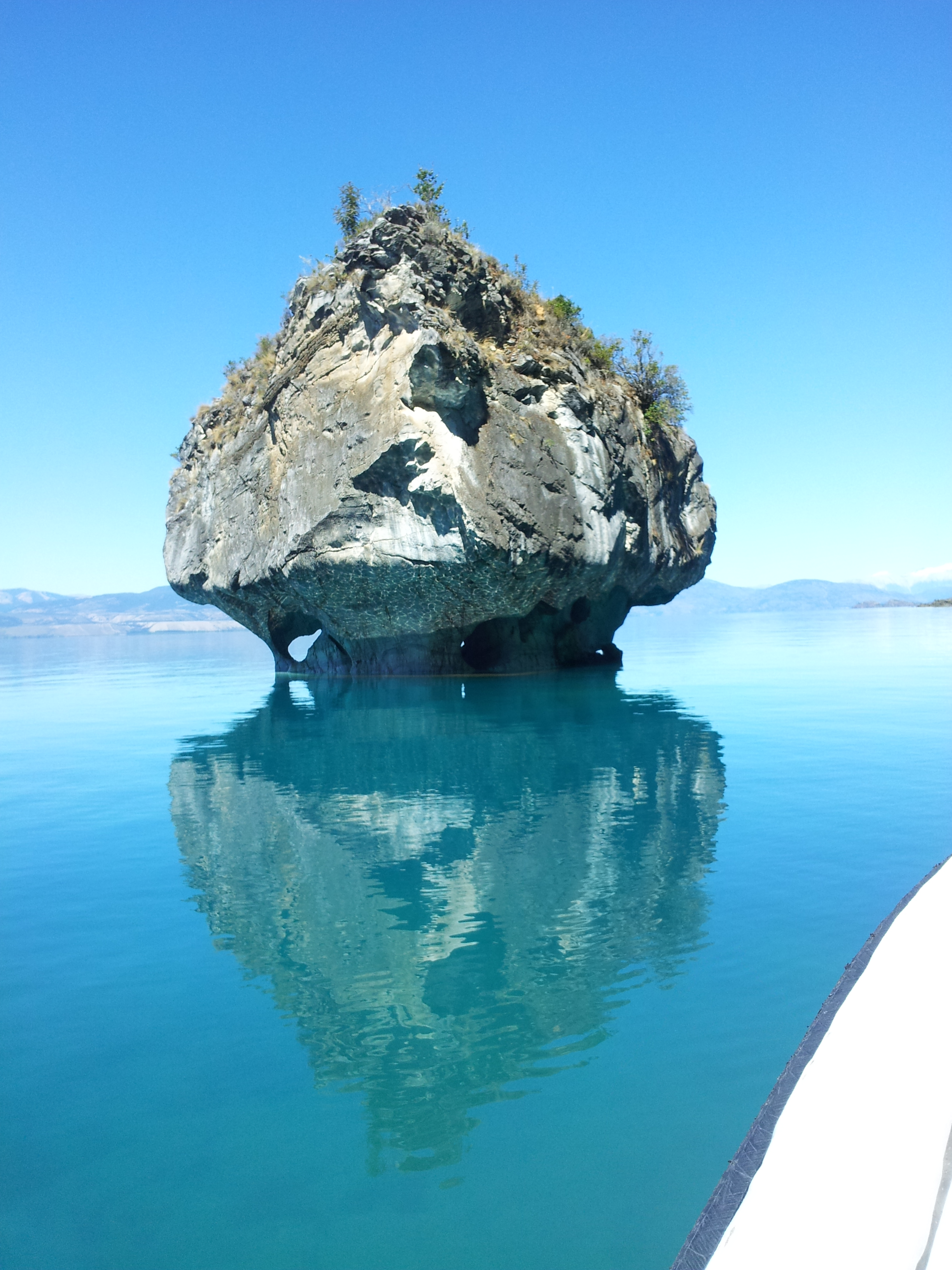